# Saku (Estonie)
Pour les articles homonymes, voir Saku.
Saku (autrefois en allemand : Sack) est un bourg (alevik) d'Estonie situé dans la commune du même nom qui fait partie de la région d'Harju, à 16 km au sud de la capitale, Tallinn. Sa population est de 4 712 habitants (au 1er janvier 2010), ce qui en fait le bourg le plus peuplé d'Estonie. Saku est connu pour sa bière, l'une des deux les plus renommées d'Estonie. Il est traversé par la rivière Vääna.

## Tourisme
- Manoir de Sack

## Personnalités
- Jaak Urmet, écrivain né en 1979 (nom de plume : Wimberg)